# Залісне (Бахчисарайський район)
Залі́сне (до 1945 року — Юкари́-Каралє́з, крим. Yuqarı Qaralez) — село в Україні, у Бахчисарайському районі Автономної Республіки Крим. Підпорядковане Красномацькій сільській раді. Розташоване в Каралезькій долині.
Кримськотатарська назва — Юкари-Каралез, за однією з версій, це відозмінене qara İlyas, Кара Ільяс, тобто «чорний Ілля». Історики відносять це ім'я до власника навколишніх земель Ільяса-Мурзи, відомого за записами кадіаскерського суду 1704 року.

## Пам'ятки
Поблизу від села розташовані й інші, не менш популярні серед туристів пам'ятки історії та археології — печерне місто Ескі-Кермен і середньовічний замок Киз-Куле, печерні монастирі Шулдан і Челтер, Сюйреньска фортеця з печерним монастирем Челтер-Мармара, храми Донаторів і Трьох Вершників.
Сфінкси — головна природна пам'ятка Залісного і всієї Каралезької долини. Висота 14 вапнякових останців на лісистому пагорбі Узун-Тарла — від п'яти до п'ятнадцяти метрів. Сфінксами їх вперше назвав кримський професор Василь Єна в 1950-х. П'ять найбільших з них отримали імена: (справа наліво) Юкле-Кая («вагітна скеля»), Сююрю-Кая («загострена скеля»), Чуюн-Кая («скеля-череп»), Сандик-Кая («скала- скриня») і Шапке-Кая («скеля-шапка»). У 1964 році скелі отримали статус пам'ятника природи.

## Історія
Неподалік Залісного — залишки могильника і печерного міста Мангупа (V—XV століття).
Історія Залісного починається ще в античні часи. У II столітті місце під затишною грядою Кримських гір було заселене готами і греками. Воно розташовувалося, імовірно, в самому центрі країни Дорі, а пізніше — князівства Феодоро.
В околицях села розташоване городище Мангуп-Кале (44°35′41″ пн. ш. 33°48′29″ сх. д. / 44.59472° пн. ш. 33.80806° сх. д.) — руїни столиці князівства Феодоро.

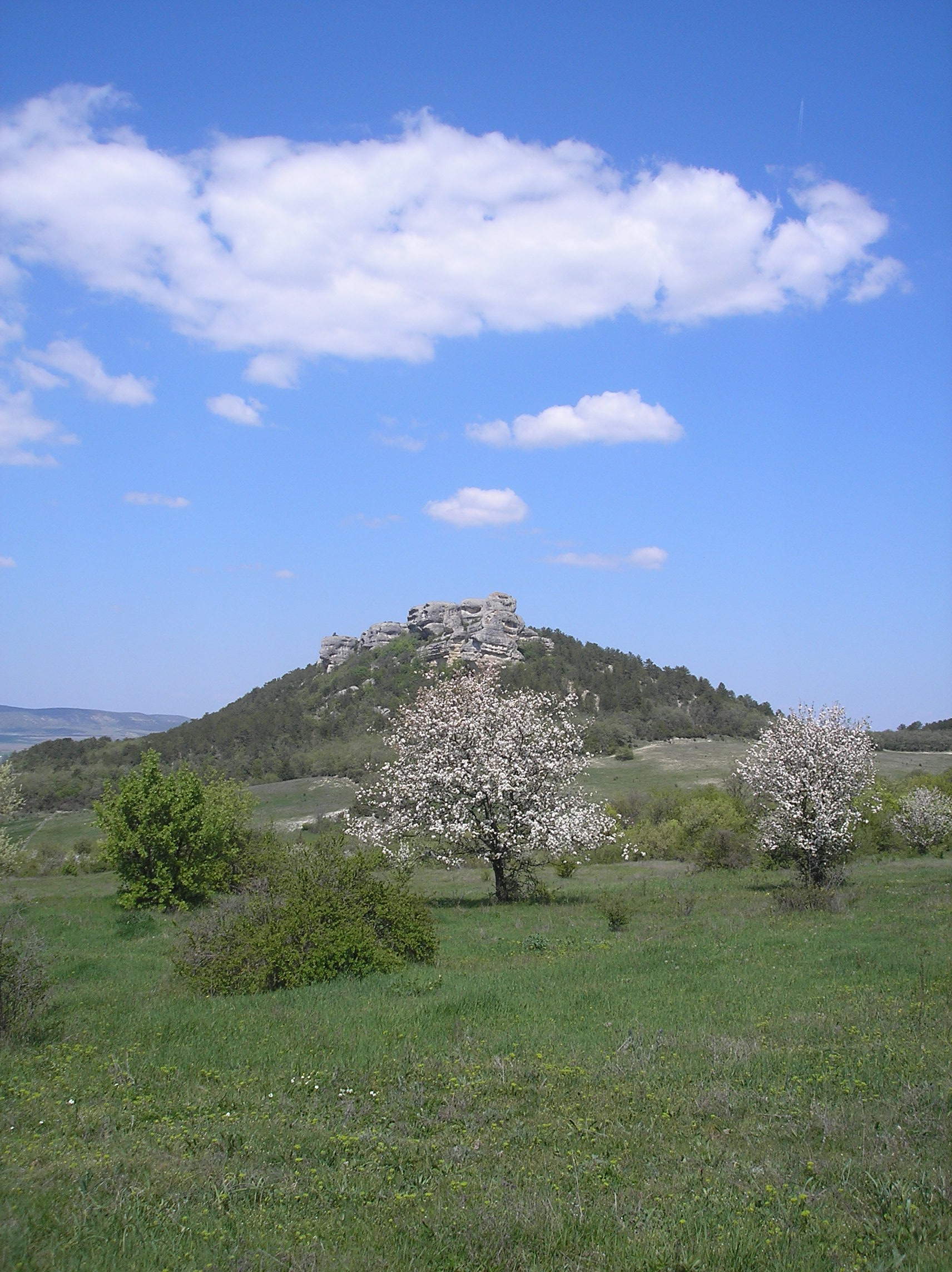
Вершина Узун-Тарла, розташована неподалік від села

18 травня 1944 року майже все населення тодішнього села Юкари-Каралез депортували до Середньої Азії. У вересні того ж року в спорожніле село переселили сім'ї колгоспників з різних областей України.
Село було перейменоване на Залісне згідно з Указом Президії Верховної Ради Російської РФСР від 21 серпня 1945 року.
Відоме першою в Україні віслючою фермою братів Помогалових «Диво-ослик» («Диво-віслюк») (2003 р.), на території у 2009 р. нещодавно відкрили Музей віслюка.